# 麥卡倫酒廠
麦卡伦酒厂（The Macallan distillery）是位于苏格兰慕禮克雷格拉奇的一家單一麥芽蘇格蘭威士忌酒厂。麦卡伦酒厂有限公司是埃德林顿集团的全资子公司，该集团于1999年从高地酒厂手中收购了该品牌 。